# Sillus longispinus
Sillus longispinus là một loài nhện trong họ Anyphaenidae.
Loài này thuộc chi Sillus. Sillus longispinus được Frederick Octavius Pickard-Cambridge miêu tả năm 1900.